# Nana (manga)
NANA là bộ shoujo manga của nữ tác giả manga Yazawa Ai được nhà xuất bản Shueisha đăng dài kỳ trên tạp chí tạp chí Cookie từ năm 1999. Ở Mỹ, NANA do tạp chí Shoujo Beat phát hành và được dán mác 16+. Chuyển thể từ NANA gồm một bộ anime và hai phần phim truyện cùng tên. Một phần phỏng theo bộ manga và một phần dựa trên kịch bản được viết tiếp theo. Tựa đề truyện chính là tên chung "Nana" của hai cô gái với hai tính cách khác nhau, hai số phận khác nhau. Komatsu Nana đến từ một thành phố nhỏ, không ước mơ hoài bão, cùng bạn bè và người yêu lên Tokyo, thi vào đại học mỹ thuật cũng chỉ để theo đuổi ước mơ của bạn trai. Cô luôn tìm kiếm mục tiêu cho bản thân. Osaki Nana lại luôn khát khao biến ước mơ và ban nhạc Black Stones của mình thành sự thật: trở nên nổi tiếng tại Tokyo. Yazawa Ai đã để hai Nana gặp nhau trên chuyến tàu đến Tokyo, cùng tìm kiếm một căn hộ và quyết định cùng nhau thuê căn hộ đó. Bộ manga miêu tả tình bạn và cuộc sống của hai cô Nana khi cả hai cùng theo đuổi ước mơ riêng của mình. Tình huống Yazawa Ai xây dựng không chỉ là thành công rực rỡ của cô mà còn là của thể loại shoujo nói chung.
Tập 1 và 2 của NANA đã được Hiệp hội cung cấp các dịch vụ thư viện dành cho thanh thiếu niên (YALSA, Mỹ) liệt vào trong danh sách "truyện tranh hay nhất năm 2007 dành cho thiếu niên". Mười hai tập đầu tiêu thụ hơn 22 triệu bản ở Nhật. Năm 2003, NANA đoạt giải thưởng Shogakukan Manga Award cho thể loại shoujo. Tiếp nối manga, anime và hai phần phim chuyển thể cũng gặt hái được rất nhiều thành công. Năm 2005, Nana đoạt giải Manga của năm, đứng trên Death Note và Hana yori Dango. Cũng trong năm 2005, NANA bán được hơn 34,5 triệu bản, trở thành shoujo manga bán chạy thứ tư trên toàn thế giới. Tập 19 và 20 lần lượt đứng thứ ba và thứ năm trong bảng xếp hạng manga bán chạy nhất trong năm 2008 ở Nhật. NANA hiện đã ra đến tập 21 và tạm dừng vào hè năm 2009 vì Yazawa Ai phải điều trị một căn bệnh nặng không được tiết lộ. Cô đã ra viện vào đầu tháng 4 năm 2010 và phát biểu trong tạp chí Josei Jishin của nhà xuất bản Kobunsha rằng cô không thể cầm bút từ khi bị bệnh và không chắc về khả năng tiếp tục của bộ truyện. Bác sĩ cho biết cô sẽ từ từ hồi phục.

## Cốt truyện
Osaki Nana là một ca sĩ nhạc punk-rock. Cô muốn cùng ban nhạc nổi tiếng nhanh chóng để có thể vượt qua bạn trai cũ, Ren Honjo. Ren từng là tay bass trong nhóm Black Stones (BlaSt) mà Nana là giọng ca chính, họ sống chung với nhau từ khi Nana 16 tuổi. Không lâu sau tài năng của Ren được phát hiện, anh có cơ hội ra mắt lần đầu tiên tại Tokyo, thay thế cho một thành viên của ban nhạc nổi tiếng Trapnest (T-nest). Nana không lựa chọn đi theo người yêu để trở nên nhu nhược và bị động, cô chọn ở lại để gánh vác và phát triển sự nghiệp cùng cả nhóm, để trở nên độc lập và cứng cỏi.
Trái ngược với một Osaki Nana mạnh mẽ và chín chắn, Komatsu Nana (còn được gọi là Hachi, Hachiko, Hachikou) lại là một cô cún quấn quýt quanh mọi người như Nana từng nói: "Cậu chẳng khác nào một con chó con, có vẻ dễ ngoan ngoãn và biết nghe lời nhưng thực ra lại rất phiền phức, chỉ thích được mọi người quan tâm, chú ý". Hachi hay yêu từ cái nhìn đầu tiên, cũng chính vì thế mà cô luôn dựa dẫm vào người khác. Cô từng quyết định sẽ lên Tokyo cùng bạn bè và người yêu nhưng một năm sau cô mới có đủ kinh phí để đi. Chính trong chuyến tàu đến Tokyo vào mùa xuân năm hai mươi tuổi, Nana và Hachi tình cờ gặp nhau. Hai cô gái cùng tên, cùng 20 tuổi, cùng đi một chuyến tàu lên Tokyo, đó là chuyến tàu của số phận. Sau cả chuỗi trùng hợp, số phận lại quay thêm một vòng, họ gặp nhau lần nữa, cùng thuê căn hộ số 707 mà cả hai đều thích và quyết định sống với nhau. Tính cách, bản chất và lý tưởng hoàn toàn trái ngược nhau nhưng cả hai Nana đều tôn trọng và yêu mến người kia.
Khi nhóm nhạc Blast bắt đầu gặt hái được danh tiếng, truyện chuyển sang những vấn đề khác, đặc biệt là chuyện tình cảm của các nhân vật. NANA đi sâu vào tình cảm và các mối quan hệ của hai cô gái: Một Nana mạnh mẽ theo đuổi danh tiếng và sự công nhận, một Nana hiền lành nhạy cảm lại mưu cầu tình yêu và hạnh phúc.

## Nhân vật

### Komatsu Nana
Lồng tiếng bởi: Rumi Shishido (trò chơi điện tử); Kaori (anime)
Komatsu Nana (小松 奈々, Nana Komatsu) là một trong hai nhân vật chính của truyện. Đây là một cô gái đa cảm, nhí nhảnh nhưng tính cách rất rắc rối, sẵn sàng ngủ với bất kì chàng trai nào mà cô muốn. Trong truyện, cô thường được gọi là Hachi (số 8) nhiều hơn là Nana (số 7) để dễ phân biệt với bạn mình, Osaki Nana. Hachi rất dễ yêu người khác, cô yêu từ người chủ cửa tiệm đồ dùng đến thợ cắt tóc, thậm chí là bếp trưởng 35 tuổi. Tuy nhiên, phải đến khi gặp Asano, Hachi mới thực sự yêu và dâng hiến hết mình. Cô yêu dù biết Asano đã có vợ. Mối tình này sớm trở thành quá khứ khi mà Asano phải thuyên chuyển đến Tokyo. Sau đó, cô gặp Shouji, một chàng trai khá tốt bụng, hiền lành. Hai người yêu nhau rồi Nana bỏ nhà lên Tokyo để được ở bên cạnh Shouji. Nhưng Shouji đã gặp Sachiko, và mặc dù đã cố gắng nhưng anh vẫn không thể nào từ bỏ tình cảm của mình đối với cô gái này. Anh đã phản bội Hachi. Trước cú shock bị Shouji phản bội, Hachi đã không thể tha thứ, và cô quyết tâm từ bỏ chứ không giành lại người yêu mình: "Tôi vẫn chưa đủ chín chắn, chưa thể tha thứ cho kẻ phản bội. Tôi chưa yêu Shouji tới mức dù có đau khổ thế nào cũng không buông ra... Tôi thua rồi."
Hachi thần tượng Takumi, một thành viên của nhóm nhạc Trapnest. Biết vậy nên Nana đã sắp đặt cho hai người gặp nhau tại căn hộ số 707. Kể từ sau đó, Hachi trở thành bạn gái của Takumi, dù biết Takumi có rất nhiều phụ nữ vây quanh. Cô biết mình chỉ là một trong số đó, thế nhưng vẫn không thể thoát khỏi nỗi cô đơn mỗi khi một mình, và lại tìm đến Takumi. Sau nhiều trăn trở, cô quyết định đến với Nobuo, người mà cô tin rằng sẽ mang lại cho cô một gia đình hạnh phúc. Thế nhưng trớ trêu thay cô lại có thai ngay lúc này, và cha của đứa bé không biết được là Nobuo hay Takumi (về sau có cảnh hai mẹ con Nana thì đó là đứa bé trai có khuôn mặt giống với Nana, vậy nên người đọc truyện khó có thể phân biệt rõ ràng rằng cha của Ren (con trai đầu lòng của Nana) là Takumi hay Nobuo). Chính lúc ấy Takumi đã cầu hôn cô và đồng ý nuôi dưỡng hai mẹ con bất chấp cha của đứa bé là ai. Hạnh phúc trước thái độ của Takumi và mong muốn một tương lai tốt đẹp cho con mình nên Hachi đã đã đồng ý rời căn hộ 707 và sinh sống cùng Takumi để dưỡng thai, mặc kệ Nobuo có xin cô ở lại.
Như vậy, Hachi đã phản bội tất cả để đi theo Takumi, cuộc sống của cô là đem lại niềm vui và sự bình yên cho Takumi mỗi khi anh trở về nhà. Cô chỉ cần mình là người phụ nữ quan trọng nhất trong vô số những người phụ nữ của anh. "Dù hôm nay có khóc, nhưng ngày mai, ngày mốt nhất định lại sẽ cười, và như thế là đủ". Hachi sống với Takumi, dù trong lòng vẫn vương vấn căn hộ số 707 cùng những ngày chung sống bên Nana và mọi người. Theo những chương mới nhất của truyện (chương 84 - 85), sau khi Ren qua đời, Hachi đã sinh hạ một bé trai, đặt tên là Ren. Sau đó, cô sinh thêm một bé gái tên Satsuki (cái tên mà Ren từng gợi ý cho cô). Nhiều năm sau, vợ chồng Hachi và Takumi sống ly thân. Takumi dẫn con trai đi Mỹ để giúp Reira vượt qua cú sốc mất Ren năm xưa. Hachi và con gái Satsuki ở lại Nhật Bản, tiếp tục tìm kiếm tung tích Nana.

### Osaki Nana
Lồng tiếng bởi: Junko Minagawa (trò chơi điện tử); Romi Park (anime), Anna Tsuchiya (giọng hát anime)
Osaki Nana (大崎 ナナ, Nana Ōsaki) là một cô gái mạnh mẽ, cứng rắn, cương quyết. Trái ngược hẳn với Komatsu Nana (Hachi) thất thường, hay nhõng nhẽo và thiếu định hướng rõ ràng, cô sẵn sàng từ bỏ Ren, người cô yêu để đi theo con đường ca hát. Mơ ước của cô là được nổi danh trong sự nghiệp âm nhạc. Nana thích Sex pistols, thích Punk rock (rock nặng) và ăn bánh kem dâu. Nana luôn trung thành với những gì mình thích. Tuổi thơ của Nana khá đau buồn và cô đơn. Mẹ cô đã bỏ cô lại cho bà ngoại nuôi từ lúc cô mới bốn tuổi, Nana không biết cha mình là ai. Người bà quá nghiêm khắc với cô khiến cuộc sống của cô thêm chán nản, đến mức cô quyết định nghỉ học đi làm khi mới học cấp ba để có tiền mua thứ mình thích thay vì xin tiền bà. Năm Nana 16 tuổi, cô gặp và yêu Ren, trở thành ca sĩ trong ban nhạc của anh. Cùng năm đó, bà ngoại cô qua đời do tin đồn cô bị đuổi học vì bán thân nhưng cô đã không phủ nhận khiến bà lâm bệnh nặng trong 1 tháng trời rồi qua đời. Từ đó cô chuyển đến sống cùng Ren, cho đến năm cô 18 tuổi thì Ren đến Tokyo để gia nhập Trapnest.
Nana yêu Ren nhưng lại luôn dựa dẫm vào Yasu. Cô đến Tokyo để theo đuổi ước mơ, rồi Yasu và Nobuo cũng tới Tokyo. Ban nhạc kết nạp thêm Shin, và tiếp tục ca hát tại đây. Sau này Nana gặp lại Ren và rất nhiều biến động đã xảy ra. Khi Ren chết, cô cũng mất tích theo. Theo những chương mới nhất của truyện, mọi người điều tra ra Nana đang làm một ca sĩ hát quán bar ở Anh, tóc cô để dài hơn và nhuộm vàng.

### Honjou Ren
Lồng tiếng bởi: Hidenobu Kiuchi
Ren là một tay guitar rất nổi tiếng. Ren yêu Nana, trên cổ anh luôn đeo một ổ khoá do Nana tặng và chìa khóa duy nhất do cô giữ. Ren và Nana được tượng trưng giống như Sid và Nancy trong nhóm Sex Pistols. Ren rất đẹp trai. Cũng giống Nana, anh luôn trung thành với những sở thích của mình. Cụ thể là anh gần như chỉ mặc độc một loại quần áo punk, đó là một bộ da đen, khoác một cây Guitar đen với một gói thuốc lá.
Ren rời bỏ nhóm nhạc cũ để gia nhập vào ban nhạc nổi tiếng hơn ở Tokyo là Trapnest. Tuy nhiên, những ngày tháng không có Nana, anh luôn cảm thấy rất trống trải và đã tìm tới thuốc phiện. Ren luôn nghĩ rằng trong lòng Nana có Yasu, và luôn muốn xua đuổi hình bóng của Yasu ra khỏi đầu cô. Ren là mẫu người chung thủy với tình yêu. So với hầu hết các nhân vật trong truyện, những người thường yêu rất nhiều và không hiểu rõ mình yêu ai, thì Ren rất đáng ngưỡng mộ.
Anh chết khi trên đường đến Osaka để tìm đưa Reika trở về.

### Takumi Ichinose
Lồng tiếng bởi: Toshiyuki Morikawa
Takumi là một chàng trai để tóc dài, chơi bass trong ban nhạc Trapnest. Takumi là một trưởng nhóm mẫu mực, luôn giải quyết trôi chảy mọi vấn đề bằng sự thông minh, tỉnh táo quyết đoán và không bao giờ để tình cảm chi phối. Nhưng Takumi có một tuổi thơ không lành lặn. Điều đó đã ảnh hưởng nhiều đến tâm lý của anh, khiến anh trở thành một kẻ độc đoán và "hư hỏng" nên chỉ nhận được từ người khác sự khâm phục chứ không nhận được tình cảm yêu mến.
Takumi chỉ ưa sở hữu, thích kiểm soát người khác. Anh còn là "tay chơi" trong lĩnh vực tình cảm. Anh có thể "cặp" với rất nhiều cô gái, công khai quan hệ với họ chứ không cần lén lút. Thậm chí trước mặt người mình yêu là Hachi, anh còn nói mình muốn ngủ với Yuri. Takumi không ngại ngần và thường xuyên, lừa dối bạn gái, bất chấp rào cản "tình yêu bất diệt" của mình dành cho cô ấy.
Với một chàng trai như Takumi, các cô gái đừng quá hi vọng anh ta sẽ yêu thương và suốt đời chỉ chung thủy với một người.
Takumi đề nghị cưới Hachi khi biết cô đã có con, và dù đó là con của ai, anh cũng đồng ý nuôi đứa trẻ. Mặc dù rất độc tài và không coi trọng người khác nhưng Takumi thực sự rất tài giỏi và luôn đem đến sự yên tâm cho những người xung quanh mỗi khi ở bên anh. Takumi như là chỉ huy của tất cả mọi công việc trong Trapnest, nên những thành viên trong nhóm đặc biệt rất yêu mến anh.
Takumi yêu quý Reira và ngoài cô ra, anh dường như không thực sự quan tâm và trân trọng đến người con gái khác. Anh có thể cặp với rất nhiều cô gái nhưng riêng với Reira anh lại không hề muốn làm điều đó. Anh luôn dõi theo Reira từng giây từng phút giống như một người anh. Tình cảm của anh dành cho Reira vẫn còn nhiều mơ hồ. Nhưng Takumi biết người anh ấy yêu thật lòng là Hachi.

### Yasu
Lồng tiếng bởi: Yoshihisa Kawahara (anime)
Tên đầy đủ là Yasushi Takagi, biệt danh Yasu (ヤス) là người thành lập nên Blast. Một con người rất trầm tính, tốt bụng và đáng tin cậy. Yasu từng yêu Reira, nhưng người anh yêu nhất là Nana (Osaki). Anh có thể từ bỏ ước mơ trở thành luật sư của mình, để thực hiện ước mơ của Nana. Yasu là mẫu người được người khác tin tưởng và yêu mến, anh luôn hy sinh và giúp đỡ, luôn thân thiện với mọi người. Yasu luôn bảo vệ Nana chứ không đòi hỏi tình yêu của cô, anh luôn vun vén cho Nana và Ren. Về sau Yasu cặp với Miu, một cô gái xinh đẹp.

### Nobuo Terashima
Lồng tiếng bởi: Tomokazu Seki (anime)
Nobu sùng bái Ren từ nhỏ và vì thế anh đã đeo đuổi ước mơ được đàn của mình bằng cách gia nhập ban nhạc của Ren. Là một thành viên của Blast, Nobuo đặc biệt rất giống Hachi ở khía cạnh tình cảm. Là người đơn giản, tốt bụng và luôn nghĩ cho người khác. Nobuo rất yêu Hachi, nhưng Hachi đã quyết định lấy Takumi, Nobuo đành từ bỏ tình yêu của mình để Hachi được hạnh phúc. Khi tình yêu của Nobuo với Hachi không thành, anh cặp với Yuri, một nữ diễn viên đóng phim AV (adult video). Tuy nhiên, cuối cùng thì lời hứa ở bên Yuri cũng không thể thực hiện được.

### Okazaki Shinichi
Lồng tiếng bởi: Akira Ishida (anime)
Shinichi là một chàng thiếu niên mới 16 tuổi, rất đẹp trai và đặc biệt, tên thân mật là Shin. Cậu rất dễ nhận ra bởi luôn đeo khoen miệng và đeo vòng cổ có mặt là một chiếc bật lửa. Đặc biệt cậu xỏ rất nhiều khuyên tai. Shin yêu Reira, nhưng cuối cùng thì tình yêu này cũng không đi đến đâu, bởi Reira vẫn không thể từ bỏ Takumi cùng với vị trí công chúa Trapnest. Từ nhỏ đã bị mẹ bỏ rơi và lớn lên ở nước ngoài, Shin không có mối quan hệ tốt đẹp với gia đình, không hề có tình cảm gia đình. Cậu luôn qua đêm ở nhà một phụ nữ (tức là bán thân) và thường xuyên thay đổi. Shin thích một phụ nữ là tiếp viên hàng không, Ryoko, rất giống Reira. Thực tế Shin quen Ryoko trước khi quen Reira. Tất cả những thứ như rượu bia, thuốc lá, đều là do người đàn bà này dạy bảo cậu. Dù biết vậy nhưng Shin không thể thoát khỏi cô ta. Cậu bị bắt giam cùng với cô ta vì tội tàng trữ thuốc phiện.
Sau này, Shin ra tù và được nhóm Osaki Nana tiếp nhận, giúp cậu loại bỏ những tật xấu ngày xưa. Hachi đã tự nhận mình là mẹ nuôi của Shin còn Takumi hiển nhiên sẽ là bố. Shin cũng xưng mình là con trai với Hachi dù họ chỉ cách nhau vài tuổi.

### Serizawa Reira
Lồng tiếng bởi: Aya Hirano (anime)
Công chúa của Trapnest, một cô gái vô cùng xinh đẹp, và rất phức tạp trong tình yêu. Reira từng yêu Yasu, yêu Shin, nhưng cuối cùng người mà cô yêu nhất lại là Takumi. Reira là người hơi ích kỉ. Sau khi Ren qua đời, Reira sốc và đau khổ đến mức không thể hát nữa. Nhóm Trapnest đành tan rã. Takumi vì vẫn nặng lòng với cô nên đã ly thân với vợ mình, Hachi và dẫn theo con trai đi Mỹ với Reira. Nhờ cậu con trai có cùng tên và khả năng chơi guitar như Ren, Reira dần vượt qua được cú sốc.

## Phim truyện
Nana đã được dựng thành một bộ phim, gồm 2 phần:
- Phần 1 chuyển thể từ manga, phát hành ngày 3 tháng 9 năm 2005.[12]
- Phần 2 kịch bản viết tiếp không theo manga, phát hành ngày 9 tháng 12 năm 2006.[13]

Diễn viên:
- Mika Nakashima: vai Nana Osaki
- Aoi Miyazaki: vai Hachi (Nana Komatsu)
Bộ phim khá thành công ở thị trường Nhật Bản, thu vào hơn 4 tỷ yên, đứng vững trên top 10 vào nhiều tuần liên tiếp.

## Anime
NANA cũng đồng thời được chuyển thể thành một bộ anime, do Morio Asaka đạo diễn và Madhouse dựng hoạt hình. Bài nhạc mở đầu thứ nhất, thứ ba và bài nhạc kết thúc thứ ba do ca sĩ Anna Tsuchiya trình bày (trong phim là do ban nhạc Black Stones trình bày), ca sĩ Olivia hát bài nhạc mở đầu thứ hai, bài nhạc kết thúc thứ nhất và thứ hai (trong phim do Serizawa Reira của ban Trapnest trình bày). Đĩa DVD đầu tiên được phát hành vào ngày 7 tháng 7 năm 2006. Lúc đầu, bộ anime được dự tính sẽ giống nội dung với manga và đến tankoubon thứ 12 nó đã được điều chỉnh để tránh kiểm duyệt. Theo Junko Koseki (biên tập viên của NANA tại nhà xuất bản Shueisha) và Masao Maruyama (chủ tịch Madhouse), phần anime tiếp theo sẽ được phát sóng khi bộ manga kết thúc. Các nhà sản xuất này dự định sẽ để Anime theo manga đến cùng.
Đồng thời với bộ phim Nana, anime cũng giúp quảng bá hình ảnh của hai nữ nghệ sĩ Olivia và Anna Tsuchiya. Họ cũng cho ra đời nhiều album lấy chủ đề chính từ bộ anime.

## Các trò chơi điện tử chuyển thể từ NANA
Đã có một game "NANA" được phát triển trên hệ PlayStation 2. Trò chơi này đã được Konami tung ra thị trường vào 17 tháng 4 năm 2005. Một game Playstation Portable (PSP) khác từ NANA mang tên "Quỷ vương thống trị mọi thứ" được tung ra thị trường vào 6, tháng 7 năm 2006.
Một game Nintendo DS chuyển thể từ NANA: Live Staff Mass Recruiting! Beginners Welcome (ナナ: ライブスタッフ大募集! 初心者歓迎 Nana: Live Staff Daiboshuu! Shoshinsha Kangei) cũng được phát hành bởi Konami vào tháng sáu, 2007.

## Âm nhạc

### Đĩa đơn
Ba album tribute đã được phát hành dựa trên NANA. Một trong số đó là Love for Nana only 1 Tribute, gồm hai phiên bản có hạn của Black Stone, Trapnest và hai phiên bản tiêu chuẩn của Black Stone và Trapnest.
Ngoài  việc đã tạo ra một làn sóng hâm mô Nana ở châu Á, bộ phim còn giúp đưa tên tuổi Mika Nakashima lên hàng đầu. Cô cũng ra đĩa đơn "Glamorous Sky" dưới tên Nana trong phim. Đĩa đơn được hoàn thành với sự đóng góp của Nakashima Hyde với vai trò người viết nhạc và tác giả manga NANA - Yazawa Ai- tham gia viết lời bài hát. Đó đồng thời cũng là đĩa đơn đầu tiên của Mika Nakashimaxếp hạng nhất trong bảng xếp hạng Oricon.
Bộ phim cũng đã giúp quảng bá tên tuổi Yuna Ito, người đóng vai Reira, nữ ca sĩ chính của Trapnest. Cô cũng ra đĩa đơn đầu tiên của mình là "Endless story" dưới tên Reira, cũng là tên bài nhạc nền của phim. Đĩa đơn đã đứng hạng nhì trên bảng xếp hạng Oricon, chỉ sau "Glamorous Sky" của Nakashima, và giúp cho Yuna Ito trở thành một trong những nghệ sĩ lần đầu ra mắt công chúng thành công nhất.

### Các ca khúc[16]
- Album Love for NANA ~Only 1 (phát hành ngày 16 tháng 3 năm 2005)

01. BEAT 7 �Bài nhạc chủ đề của album Love for Nana �/Takamizawa Toshihiko (高見沢俊彦) - nhóm Alfee
02. GIMME ALL OF YOUR LOVE!! (tiếng Anh)/Tommy heavenly - nhóm BLACK STONES
03. Twinkle/Kimura Kaela (木村カエラ) - nhóm BLACK STONES
04. REVERSE/TETSU69 nhóm - TRAPNEST
05. Stay away/abingdon boys school - nhóm BLACK STONES
06. I miss you? (tiếng ANH)/Do As Infinity - nhóm BLACK STONES
07. バンビーノ (Bambino)/Hotei TOmoyasu (布袋寅泰) hát cùng Bayashi Miho Mori (もりばやしみほ)
08. Sleepwalking/Glen Matlock & The Philistines hát cùng Holly Coock (nhóm SEX PISTOLS) - nhóm BLACK STONES
09. Sugar Guitar/SKYE SWEETNAM - nhóm TRAPNEST
10. 黎明時代-レイメイジダイ- (reimei jidai)/ジャパハリネット (Japaharinet) - nhóm BLACK STONES
11. BLACK CROW/SEX MACHINEGUNS - nhóm BLACK STONES
12. Two Hearts/ZONE - nhóm TRAPNEST
13. Cherish (tiếng Anh)/Otsuka Ai (大塚愛) - nhóm TRAPNEST
- Album Nana's song is my song (phát hành ngày 16 tháng 3 năm 2005)

01. Marble/Battle Bomb Rounge
02. Kimi no namae/Savage genius
03. Rakuen no tobira/Bulukapu
04. Shin-ai/Chihiro Izu
05. Lotus Blues/Olive
06. Thanks/Barna☆Sister
07. Toi/Blue Frog
08. Not be mine/Green Bear
09. Kanaderu Kami/RK Rosebud
10. No Title/Yamaoka Chiharu
11. Mayonaka no Asahi/Kakimoto Nanae
12. My Way/Realize Power Wave
13. Ashita no Hana/Ann

## Một số chi tiết vềmangaNANA
"Hachikō" là tên của một chú chó nổi tiếng ở Nhật. Thêm vào đó, "hachi" nghĩa là số tám ở nhật, trong khi "nana" là từ chỉ số bảy.
Tên họ của hai Nana có thể được chọn để gọi "cấp bậc" của họ. Ō (大) trong họ của Ōsaki có nghĩa là lớn, trong khi Ko (小) trong họ của Komatsu có nghĩa là nhỏ.
Tên của nhóm Black Stones bắt nguồn từ một loại xì gà ưa thích của Yasu và Shin.
Happy Berry là một kiều quần áo của nhân vật nữ Kouda Mikako trong Gokinjo Monogatari xuất hiện rất nhiều trong truyện Nana.
Một số nhãn hiệu thường xuyên được nhắc đến trong manga là Vivienne Westwood, Apple Powerbook, Fender và Gibson guitar/bass và rất nhiều hiệu thuốc lá như Gitanes, Seven Star và Black Stone.
Câu chuyện lấy thời gian vào năm 2001 (như đã được ghi trong chiếc vé xem Trapnest Trigger tour của Komatsu Nana và sau đó tại buổi ra mắt của show truyền hình sắp tới).

## Tiếp nhận
Cùng với Kaze Hikaru, Nana đã giành được Giải Manga Shogakukan lần thứ 48 ở hạng mục shoujo vào năm 2003; và cũng được đề cử cho Giải thưởng Văn hóa Osamu Tezuka lần thứ 10. Hiệp hội dịch vụ thư viện dành cho thanh thiếu niên ở Hoa Kỳ đã liệt kê bộ truyện này vào danh sách "Tiểu thuyết đồ họa tuyệt vời dành cho thanh thiếu niên" vào năm 2007. Deb Aoki của About.com đã xếp Nana là bộ truyện tranh shoujo "Phải đọc" thứ năm trong danh sách "Những manga shojo hàng đầu phải đọc", Aoki nói rằng manga này là "một bộ truyện được vẽ đẹp mắt, chứa đầy sự kịch tính chân thành, sự quyến rũ của thành phố lớn, thời trang xa hoa, phong cách rock and roll ngổ ngáo và nhiều tình tiết bất ngờ." Cô cũng xếp manga này trong danh sách "50 Manga cần thiết cho thư viện", lưu ý các chủ đề dành cho người trưởng thành và "chứng tỏ sự cần thiết của một bộ sưu tập dành cho người lớn." Trong một cuộc khảo sát do Goo thực hiện vào năm 2012 với 1.939 người, Nana là một trong những bộ manga được phụ nữ yêu thích nhất.
Mười hai tập đầu tiên của bộ manga đã bán được tổng cộng hơn 22 triệu bản. Tính đến tháng 9 năm 2019, manga đã có hơn 50 triệu bản được lưu hành.
Nana là manga shoujo được yêu thích hàng đầu trên Oricon Style năm 2005. Tập 18 là bộ manga bán chạy thứ hai trong năm 2007. Trong năm 2008, tập 19 là manga bán chạy thứ ba và tập 20 là manga bán chạy thứ năm -bán manga tại Nhật Bản, bán được lần lượt 1.645.128 và 1.431.335 bản. Đến cuối năm, Nana là manga bán chạy thứ sáu với 3.122.146 bản được bán ra. Tính đến năm 2008, bộ truyện tranh này đã bán được hơn 43,6 triệu bản. Trong nửa đầu năm 2009, Tập 21 được xếp hạng là manga bán chạy thứ ba, bán được 1,4 triệu bản. Tại Hoa Kỳ, tập 21 ra mắt ở vị trí thứ 9 trong danh sách Sách đồ họa của New York Times trong tuần ngày 10 tháng